# Jane Wyatt
Jane Wyatt, född 12 augusti 1910 i Mahwah, New Jersey, död 20 oktober 2006 i Bel Air, Los Angeles, Kalifornien, var en amerikansk skådespelare.
Wyatt har medverkat i ett flertal Broadway-produktioner och filmer, men är i USA kanske främst känd för sin roll som Margaret Anderson i TV-serien Pappa vet bäst. Hon tilldelades Emmypriset tre år i rad för denna roll. Hon har en stjärna för arbete inom television på Hollywood Walk of Fame vid adressen 6350 Hollywood Blvd.

## Filmografi, urval
- 1934 – Över floden
- 1937 – Bortom horisonten
- 1944 – Blott den som längtan känt...
- 1947 – Tyst överenskommelse
- 1947 – Bumerang
- 1948 – Fallgropen
- 1950 – Huset vid floden
- 1950 – Du är vår egen
- 1965 – Det är aldrig försent
- 1986 – Star Trek IV – Resan hem